# Johannes Kopp (Baumeister)
Johannes Kopp (* 2. Juli 1734 in Darmstadt; † 23. Januar 1796 in Hamburg) war ein deutscher Zimmerer, Baumeister und Baubeamter.

## Leben und Wirken
Johannes Kopp kam in Darmstadt zur Welt. In Hamburg hatte er einen Wohnsitz an der Fuhlentwiete, später in einem eigenen Haus an der Ecke Poggenmühle / Wandrahm. Unter der Leitung von Ernst Georg Sonnin half er als Zimmerer-Polier beim Bau des Dachstuhls der St.-Michaelis-Kirche mit. Anschließend arbeitete er als Baubeamter. 1767 übernahm er als Bauhofinspektor die Leitung des städtischen Bauhofs. Da er sich dabei als fleißig und zuverlässig erwies, bekam er mehrmals zusätzliche Entlohnungen. Neben der Tätigkeit am Bauhof unterrichtete er von 1769 bis 1773 die Bauzeichenklasse der Patriotischen Gesellschaft von 1765.
Sein Sohn Heinrich Christoph (1773–1798) folgte auf seinen Vater als Leiter des Bauhofs. Er starb zwei Jahre nach Amtsübernahme. Er hatte geplant, die Hamburger Börse bis zum Commerzium zu erweitern; die Pläne wurden jedoch nicht umgesetzt.

## Bauwerke
Bei den Bauwerken, die er gestaltete, wählte Kopp etablierte Architekturformen. 1769 plante er die Pesthofkirche. Der gleichseitige achteckige Grundriss folgte wie bei der Kirche am Markt von Heinrich Schmidt dem Entwurf von Cay Dose für die Rellinger Kirche und die Kirche in Brande-Hörnerkirchen. Von 1769 bis 1771 leitete er den Neubau des Eimbeckschen Hauses, das er in spätbarockem Stil gestaltete. Bei der Gestaltung der Fassade des südlichen Flügels des Rathauses verwendete Kopp 1771 strengere Formen. Ähnlich gestaltete er auch die Außenmauern von Kirchensaal und Sakristei der St.-Katharinen-Kirche 1791/1792. Auch das dreiflüglige Hamburger Waisenhaus stammte von Kopp, er versah es mit einem Mansarddach und einem kleinen Türmchen. Außerdem betreute er zahlreiche kleinere Bauwerke. Hierzu gehörten Magazine, Wachgebäude, Ställe und Reparaturarbeiten an Brücken und Schleusen. Bis heute sind nur die Arbeiten an der St.-Katharinen-Kirche erhalten geblieben.
Während der Tätigkeit als Bauinspektor schrieb Kopp zahlreiche Gutachten.